# 久我建通
久我 建通（こが たけみち、旧字体：久我 建󠄁通󠄁）は、江戸時代後期の公卿。関白・一条忠良の子。内大臣・久我通明の養子。官位は正二位・内大臣、維新後従一位、勲一等。久我家34代当主。翠君、素堂と号した。

## 経歴
京都で誕生する。文政5年（1822年）に叙爵し、文政9年（1826年）に従三位、天保5年（1834年）に正二位、嘉永5年（1852年）に大納言と昇進を重ねる。安政元年（1854年）に議奏となり、以後は朝幕間の調停に努め、条約勅許問題、和宮降嫁問題などに関与した。当時の内裏を掌握していたのは、摂政関白でも武家伝奏でもなくこの建通の感があったことから、俗に「権関白」と呼ばれた。
安政5年（1858年）に右近衛大将、文久2年（1862年）に内大臣・国事御用掛など要職を務めた。しかし攘夷派に恨まれ、間もなく弾劾を受けて失脚、蟄居落飾処分となった。
明治元年（1868年）に赦免され、宮内省麝香間祗候や加茂社司、大教正、皇典講究所副総裁などを務めた。明治22年（1889年）、従一位・勲一等に叙せられた。
なお明治になってから建通は、廷臣八十八卿列参事件では自分が中心的役割を果たしたと述懐しているが（『孝明天皇紀』）、『岩倉公実記』では中心は岩倉具視としており、解決をみない。

## 系譜
- 父：一条忠良
- 母：細川富子 - 細川斉茲の娘
- 養父：久我通明
- 養母：細川就 - 細川治年の娘
- 正室：鷹司麗子 - 鷹司政通の娘
- 側室：松島 - 後藤言中の娘
  - 長男：久我通久
- 生母不明の子女
  - 三男：愛宕通旭 - 愛宕通致養子
  - 四男：北畠通城 - 妻は石山基正の娘・正子、正子の外祖父は澤為量
  - 女子：範姫 - 通子、顕光院、鷹司政通養女、前田慶寧継室
  - 三女：幸姫 - 幸子、松平茂昭正室
  - 男子：野宮定美 - 野宮定功の養子
  - 男子：東久世通暉 - 東久世通禧の養子、後に離籍
  - 養子 : 久我環渓-永平寺61世貫主

## 栄典・授章・授賞
位階
- 1887年（明治20年）12月26日 - 従一位[1]

勲章
- 1889年（明治22年）12月27日 - 勲一等瑞宝章[2]
- 1903年（明治36年）9月26日 - 旭日大綬章[3]